# Lưỡng tiêm
Lưỡng tiêm (Branchiostoma lanceolatum) là một loài thuộc Phân ngành Sống đầu (Cephalochordata). Nó là một loài động vật không xương sống thủy sinh được tìm thấy trong chất nền mềm ở vùng biển nông. Nó được sử dụng như một sinh vật mô hình để nghiên cứu sự phát triển của động vật có xương sống. Ty thể bộ gen đã được giải mã.

## Mô tả

Sơ đồ giải phẫu của Branchiostoma lanceolatum

Branchiostoma lanceolatum có một cơ thể thon dài, dẹt hai bên và nhọn hai đầu, dây sống kéo dài toàn bộ chiều dài của cơ thể. Trên đó là một dây thần kinh với một con mắt duy nhất phía trước trán. Miệng ở mặt dưới của cơ thể và được bao quanh bởi một chùm 20 hoặc 30 lông gai hoặc phần phụ cảm giác thanh mảnh. Ruột chạy ngay dưới dây sống từ miệng đến hậu môn, ở phía trước của đuôi. Có một vạt giống như vây xung quanh đuôi nhọn. Trao đổi khí diễn ra như nước chảy qua khe mang ở khu vực giữa cơ thể và phân đoạn tuyến sinh dục nằm ngay đằng sau chúng. Động vật này có màu ngọc trai màu trắng và trong suốt cho phép cơ quan nội tạng để được nhìn thấy từ bên ngoài. Xuất hiện của nó tương tự như một "cá nguyên thủy". Nó có thể phát triển lên đến 6 cm (2,5 in).

## Phân bố và môi trường sống
Branchiostoma lanceolatum được tìm thấy trong vùng biển nông ở phía đông Đại Tây Dương, từ Na Uy, Scotland cũng như tiếp tục về phía nam tới biển Địa Trung Hải và Biển Đen. Nó đã mở rộng phạm vi thông qua kênh đào Suez đến các bộ phận phía bắc của Ấn Độ Dương và bờ biển Đông Phi. Nó xuất hiện từ mực thủy triều thấp xuống khoảng 40 mét (130 ft).